# Thomas Grenville

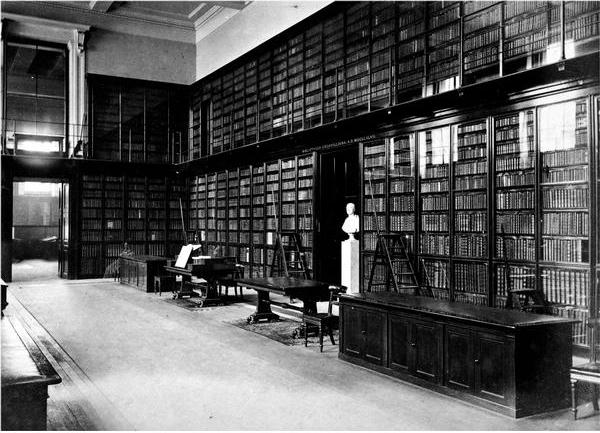
Biblioteka Thomasa Grenville

Thomas Grenville (ur. 31 grudnia 1755, zm. 17 grudnia 1846) był brytyjskim bibliofilem, politykiem i dyplomatą.
Jego ojcem był premier Wielkiej Brytanii George Grenville. Młodszy brat Thomasa, William Grenville, 1. baron Grenville, również był premierem. Obaj kształcili się w Eton College. W 1778 r. Thomas został powołany do Coldstream Guards, a w 1779 r. awansowany do stopnia porucznika 80 pułku piechoty. W roku 1780 zrezygnował ze służby w armii. W 1782 r. był brytyjskim ministrem we Francji.
W 1779 r. uzyskał mandat parlamentarny z okręgu Buckinghamshire. Miejsce w Izbie Gmin utracił w 1784 r., ale odzyskał je w 1790 r. wygrywając wybory w okręgu Aldeburgh. W 1796 r. zmienił okręg na Buckingham. Okręg ten reprezentował do 1810 r., kiedy to ponownie znalazł się poza parlamentem. Do Izby Gmin powrócił w 1813 r., ponownie reprezentując okręg Buckinghamshire. W parlamencie zasiadał do 1818 r.
Kiedy jego brat został w 1806 r. premierem Wielkiej Brytanii, Thomas otrzymał stanowisko przewodniczącego Rady Kontroli. W latach 1806–1807 był członkiem gabinetu jako pierwszy lord Admiralicji.
Znany też jako bibliofil. Swą ogromną kolekcję książek przekazał do British Museum.